# Vaporizador (extractor)
Un vaporizador es un dispositivo de extracción de aceites esenciales. En lugar de la combustión del material, el vaporizador utiliza el calor para evaporar las sustancias activas.
Durante el procedimiento de vaporización, los materiales vegetales se exponen a la corriente del aire caliente por lo cual el contenido (componentes activos y aromas) se vaporiza a través de la acción térmica controlada, la cual apenas sobrepasa a la temperatura de vaporización de las sustancias; luego, el contenido pasa al aire para poder así ser inhalado. Puesto que el material vegetal no se quema, es la manera más sana que hay y además económico. El procedimiento de vaporización se puede repetir varias veces con el mismo contenido. La inhalación es el mejor método para la administración de los componentes activos. Como el efecto es instantáneo los usuarios pueden darle tantas caladas como sea necesario sin excesos o intoxicación.
Más que nada, la cuota de los vapores del aroma y de los componentes activos depende de la consistencia (calidad) y de la dosis (cantidad) de las plantas. Otros factores importantes constituyen el tamaño de la superficie de los materiales vegetales y la temperatura de vaporización.
Sobre la cantidad de los principios activos vaporizados se puede influenciar a través de los siguientes:
1. Calidad: La concentración de los principios activos contenidos en el respectivo material.
2. Cantidad: La cantidad del material vegetal expuesto a la corriente de aire.
3. Superficie: Cuanto más finamente trituradas estén las plantas, tanto más grande será la superficie de la que se pueden vaporizar los aromas y principios activos durante el proceso de evaporación.
4. Temperatura: Cuanto más alta sea la temperatura, tanto más aromas y principios activos se vaporizan a la vez en el mismo proceso.

Según Rick Doblin, presidente del Multidisciplinary Association for Psychedelic Studies (MAPS), la concentración de los componentes activos en el cannabis es tanto más fuerte cuanto más se acerque la temperatura de evaporación a la temperatura de combustión (por encima a 235 °C).

## Tabla de la temperatura de vaporización
| Planta     | Nombre botánico        | Parte utilizada | Temperatura     |
| ---------- | ---------------------- | --------------- | --------------- |
| Eucalipto  | Eucalyptus globulus    | las hojas       | 130 °C (266 °F) |
| Lùpulo     | Humulus lupulus        | piñas           | 154 °C (309 °F) |
| Manzanilla | Matriarca chamomilla   | flores          | 190 °C (374 °F) |
| Lavanda    | Lavendula angustifolia | hojas           | 130 °C (266 °F) |
| Melisa     | Melissa officinalis    | hojas           | 142 °C (288 °F) |
| Salvia     | Salvia officinalis     | hojas           | 190 °C (374 °F) |
| Tomillo    | Thymus vulgaris        | hojas           | 190 °C (374 °F) |

## Tipos de Vaporizadores
El mundo de los vaporizadores actualmente está muy desarrollado, podemos encontrar en el mercado un gran número de marcas con modelos diferentes pero por lo general podemos separarlos principalmente en dos categorías:
1. Vaporizadores portátiles: Son aquellos que disponen de una batería y nos permiten usarlos en cualquier lugar. Son los más típicos y hoy en día hay algunos con diseños sorprendentes y tamaños muy reducidos
2. Vaporizadores de sobremesa: Son vaporizadores que han de estar enchufados a la corriente para usarlos, generalmente con ellos podemos conseguir temperaturas más constantes y mejor vapor.

## Variantes
Estimulados por los dos alemanes Storz & Bickel, iniciadores del desarrollo del vaporizador Volcano, pronto aparecieron muchas variantes del 'Vaporizer'. Otros modelos que se encuentran en el mercado son: el "BC Vaporizer", una versión muy simplificada y de bajo precio así como el pequeño "Vapman", pero hasta hoy el vaporizador más reputado es el vaporizador Volcano.[cita requerida]
También aparecieron el mercado vaporizadores portátiles como el "Iolite" el cual no posee pilas ni cables para su uso y es del tamaño de un celular.

## Estudios científicos
Según un estudio independiente del año 2003, del Labor Chemic Labs, Massachusetts, se comprobó que el vapor del vaporizador es un 98 % menos cancerígeno y dañino que el humo del cigarro principalmente porque no trabaja bajo la idea de combustión si no de evaporación libre de las toxinas típicas en comparación de fumar